# VW EA828
Der EA828 (EA = Entwicklungsauftrag) ist eine Motorenbaureihe des Volkswagen-Konzerns mit fünf Zylindern in Reihe und Flüssigkeitskühlung. Der VW EA827 ist die Basis des Fünfzylindermotors EA828, der etwas rationeller ohne Zwischenwelle konstruiert ist.

## Entwicklung

### Allgemeines
Fünfzylinder-Reihenmotoren stehen in Sachen Laufkultur und Entfaltungscharakteristik zwischen Vier- und Sechszylinder-Reihenmotoren. Die Laufruhe ist von Natur aus besser als bei einem Vierzylinder, aber schlechter als bei einem Sechszylinder. Das charakteristische Motorengeräusch von Fünfzylinder-Reihenmotoren wird besonders durch die Zündfolge 1-2-4-5-3 als sonor und kernig empfunden. Mit ihrem charakteristischen Klang können sie V6 und V8 durchaus das Wasser reichen, während sie im Motorraum Platz sparen.

### Vorstellung in der C-Baureihe
Daimler-Benz hatte bereits 1974 einen Fünfzylinder-Dieselmotor (OM617) im Mercedes 240 D 3.0 (W115) präsentiert. Der Motor war Anfang 1972 von Ferdinand Piëch entwickelt worden, der nach seinem Ausscheiden bei Porsche kurze Zeit ein eigenes Ingenieurbüro in Stuttgart betrieb.

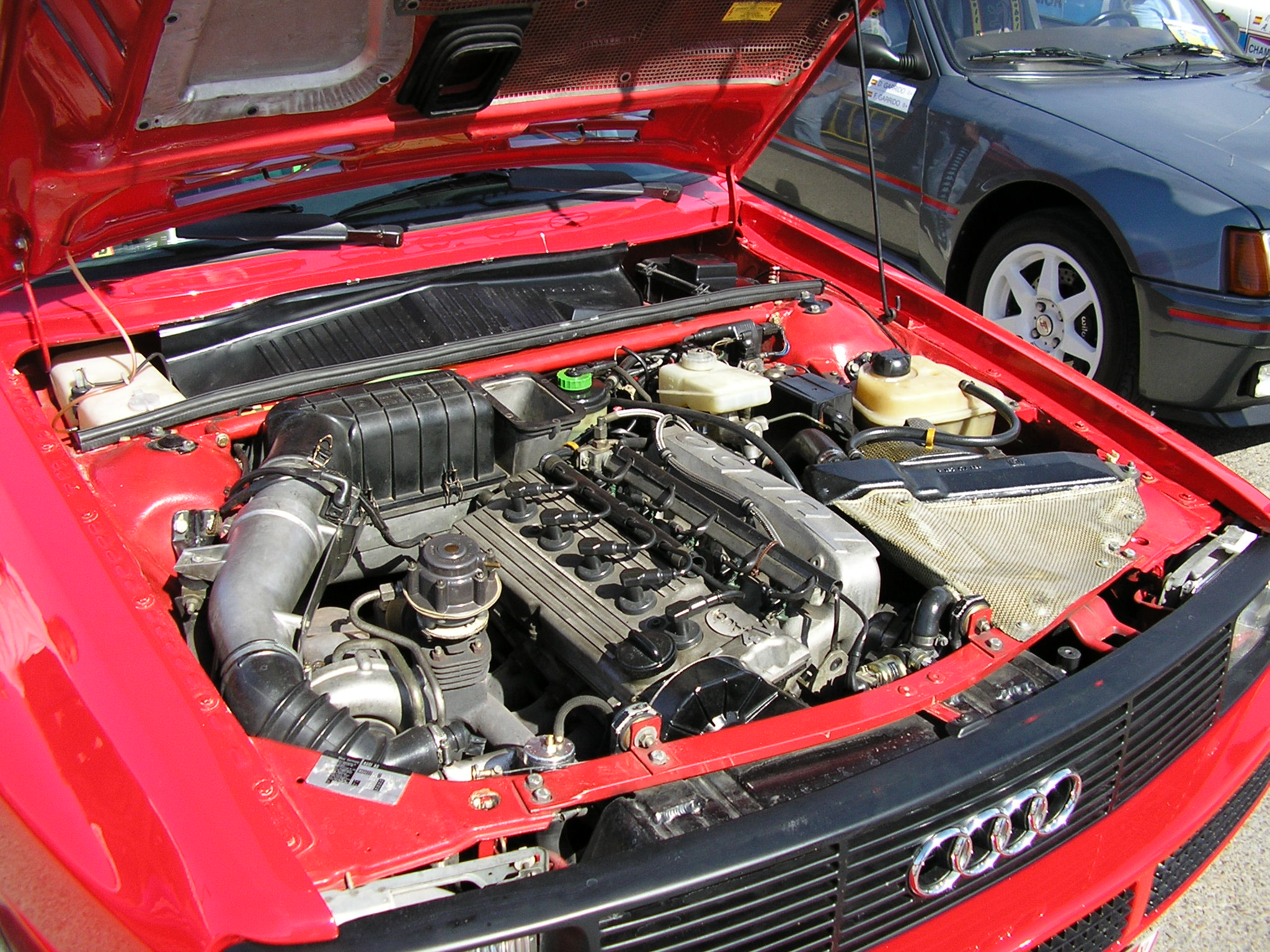
Audi Sport Quattro mit Fünfzylinder Turbo

Nach dem Wechsel von Ferdinand Piëch zu Audi wurde im Sommer 1976 der Audi 100 5E mit Fünfzylinder-Ottomotor vorgestellt. Dieses Aggregat hatte Piëch in seiner Rolle als Technikchef forciert. Die Motoren waren nach den Maßstäben der damaligen Zeit erfreulich langlebig und hatten einen günstigen Kraftstoffverbrauch und Leistungs- und Drehmomentverlauf. Der Audi 100 5E erregte bei seiner Präsentation beträchtliches Aufsehen; sein Motor leistete mit 2,1 Liter Hubraum und der kontinuierlichen Mehrpunkt-Saugrohreinspritzung Bosch K-Jetronic 100 kW (136 PS). Am 6. Januar 1977 startete die Serienproduktion der 5-Zylinder-Motoren im Werk Salzgitter. Die Auslieferung mit 5E-Motoren (136 PS) begann im April 1977.
Im April 1978 löste die Vergaserversion des Fünfzylindermotors im Audi 100 5S mit 85 kW (115 PS) den gleichstarken 2-Liter-Vierzylindermotor VW EA 831 ab. Im Oktober 1978 kam der Audi 100 5D mit einem 51 kW (70 PS) starken 2-l-Fünfzylinder-Dieselmotor auf den Markt, der auf den Ottomotoren basierte. Später gab es den Turbo im Audi 200 und eine Vergaser-Version mit 1,9 Liter Hubraum.
Die Premiere für den Fünfzylinder im Audi 80 verlief in Deutschland weitestgehend unbemerkt – bereits ab August 1980 wurden einige Export-Modelle (z. B. für die Schweiz, Schweden, USA) mit dem aus dem Audi 100 bekannten Triebwerk angeboten – und das sogar mit einer Benzin-Einspritzung. Die deutschen Kunden mussten sich noch bis August 1981 gedulden – erst mit dem Audi 80 CD 5S konnte man hier den Audi 80 mit dem Fünfzylinder-Vergasermotor erwerben.
Der EA828 war ab 1981 auch im VW Passat B2 und VW Santana B2 erhältlich. Es gab den Motor zunächst mit Hubräumen von 1,9 bis 2,1 Litern und seit dem Facelift des Passat 1984 auch mit 2,2 Litern Hubraum.

### Weiterentwicklung

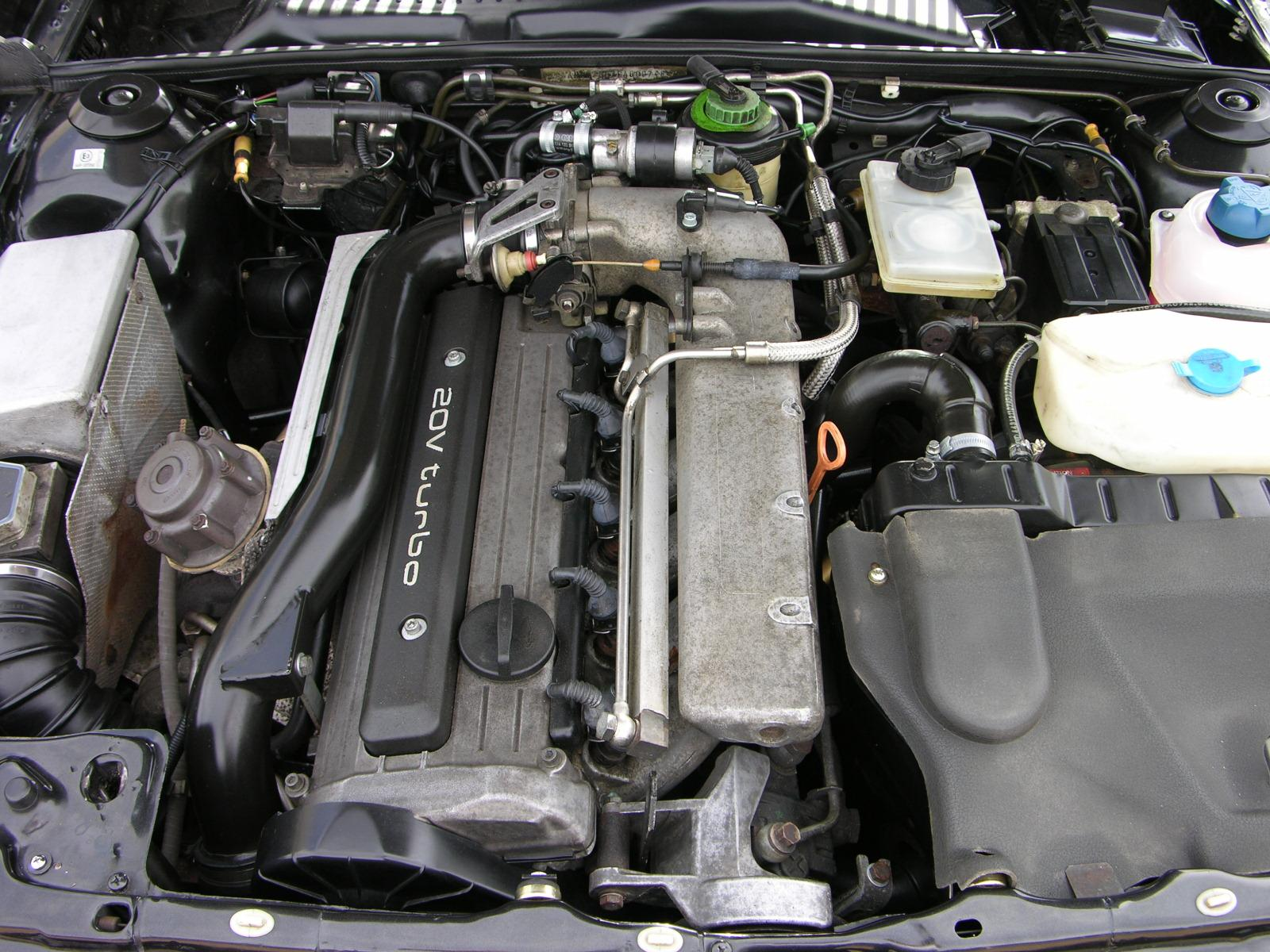
Audi Quattro 20V

Etwa zur gleichen Zeit wie der Audi 200 5T (mit Turboaufladung) war der EA828 im Audi quattro verfügbar. Im Nachfolger, der C3-Serie des Audi 100 und Audi 200, wurde der Motor auf 2226 cm³ Hubraum vergrößert. Das Spitzenmodell der Baureihe war ab März 1989 der Audi 200 quattro 20V mit einem turbogeladenen 2,2-Liter-Fünfzylindermotor mit vier Ventilen pro Zylinder (Motorkennbuchstabe 3B), der auf dem Motor des Audi quattro basiert. Mit der Leistung von 162 kW (220 PS) ist eine Spitzengeschwindigkeit von 242 km/h (Kombi-Variante 238 km/h) und eine Beschleunigung von 0 auf 100 km/h in 6,6 s (Kombi-Variante 6,7 s) erreichbar. Damit war der Audi 200 in dieser Motorvariante eine der schnellsten Serienlimousinen ihrer Zeit (Werksangaben). Im Fahrbericht der FAZ hieß es seinerzeit:
„Einen weiteren Meilenstein präsentierte Audi auf der IAA in Frankfurt am Main 1989: den Audi 100 TDI. Er war nach dem Fiat Croma der erste Serien-Pkw mit einem direkteinspritzenden Fünfzylinder-Turbodiesel im VW-Konzern. Das Aggregat schöpfte aus 2,5 Liter Hubraum 88 kW (120 PS). 1994 kam der Audi RS 2 mit 232 kW (315 PS) auf den Markt.“
In Rennversion wurde der Fünfzylinder mit fünf Ventilen bestückt. Im Audi Sport quattro E2 leistete er bis zu 430 kW (600 PS).
Die Fünfzylinder-Motoren von Audi haben Kultstatus erreicht. Die Fünfzylinder überzeugten nicht nur durch den erfolgreichen Einsatz im Motorsport, sondern gelten auch als besonders zuverlässig. Sie haben „Vorsprung durch Technik“ entscheidend mitgestaltet und sorgen mit ihrem charakteristischen Klang bis heute für ein emotionales Fahrerlebnis.